# Grób Regolini-Galassi

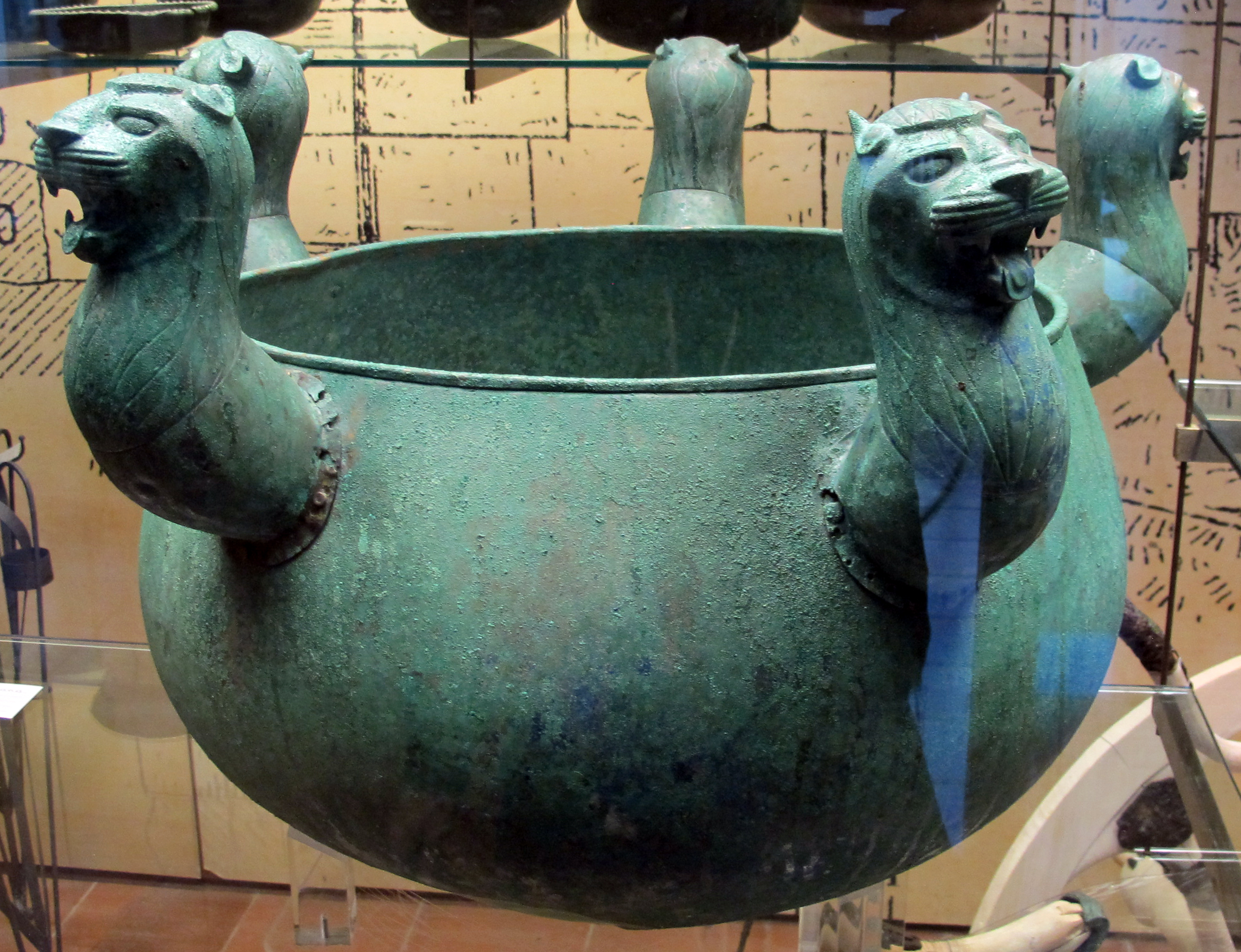
Kocioł znaleziony w grobowcu

Grób Regolini-Galassi – bogato wyposażony etruski grób komorowy z połowy VII wieku p.n.e., odkryty w 1836 roku na cmentarzysku Sorbo we włoskim Cerveteri.
Grób został nazwany na cześć jego odkrywców – dwóch poszukiwaczy zabytków, generała Vincenzo Galassiego i o. Alessandro Regoliniego. Przykryty kurhanem grobowiec częściowo został wykuty w skale, a częściowo zbudowany z kamiennych bloków tworzących pozorne sklepienie. Składa się z wąskiego dromosu o długości 9,5 m, prowadzącego do wąskiej komory o wymiarach 7,30×1,30–1,40 m. Ponadto po bokach znajdują się dwie mniejsze, owalne komory. Wewnątrz pochowano trzy osoby: dwóch mężczyzn i kobietę. Jeden z mężczyzn został skremowany.
W grobowcu odnaleziono bogate wyposażenie: ozdoby ze złota, srebrne puchary, dwa wozy, drewniany tron obłożony brązowymi blachami, brązowe łoże, tarcze i kotły, a także importowane przedmioty z kości słoniowej i bursztynu. Przedmioty te znajdują się obecnie w Gregoriańskim Muzeum Etruskim (Muzea Watykańskie).